# Przełączka nad Wielkim Ogrodem
Przełączka nad Wielkim Ogrodem (niem. Grosse Gartenscharte, słow. Štrbina nad Veľkou záhradkou, węg. Nagy-kerti-csorba, 2315 m) – wąska przełączka w głównej grani odnogi Krywania pomiędzy Kolistą Turnią (2321 m) a Młynicką Turnią (2329 m). Na południową stronę, do Capiego Kotła w Dolinie Młynickiej, opada z niej wąski żlebek z litym progiem o pięciometrowej wysokości. Ku północnemu zachodowi, do Wielkiego Ogrodu w Dolinie Hlińskiej, opada ściana wspólna z niewybitnym filarem Młynickiej Turni.
Od południowej strony (Z Capiego Kotła) prowadzi na Przełączkę nad Wielkim Kotłem droga wspinaczkowa (0+, w jednym miejscu I w skali tatrzańskiej, czas przejścia 30 min).

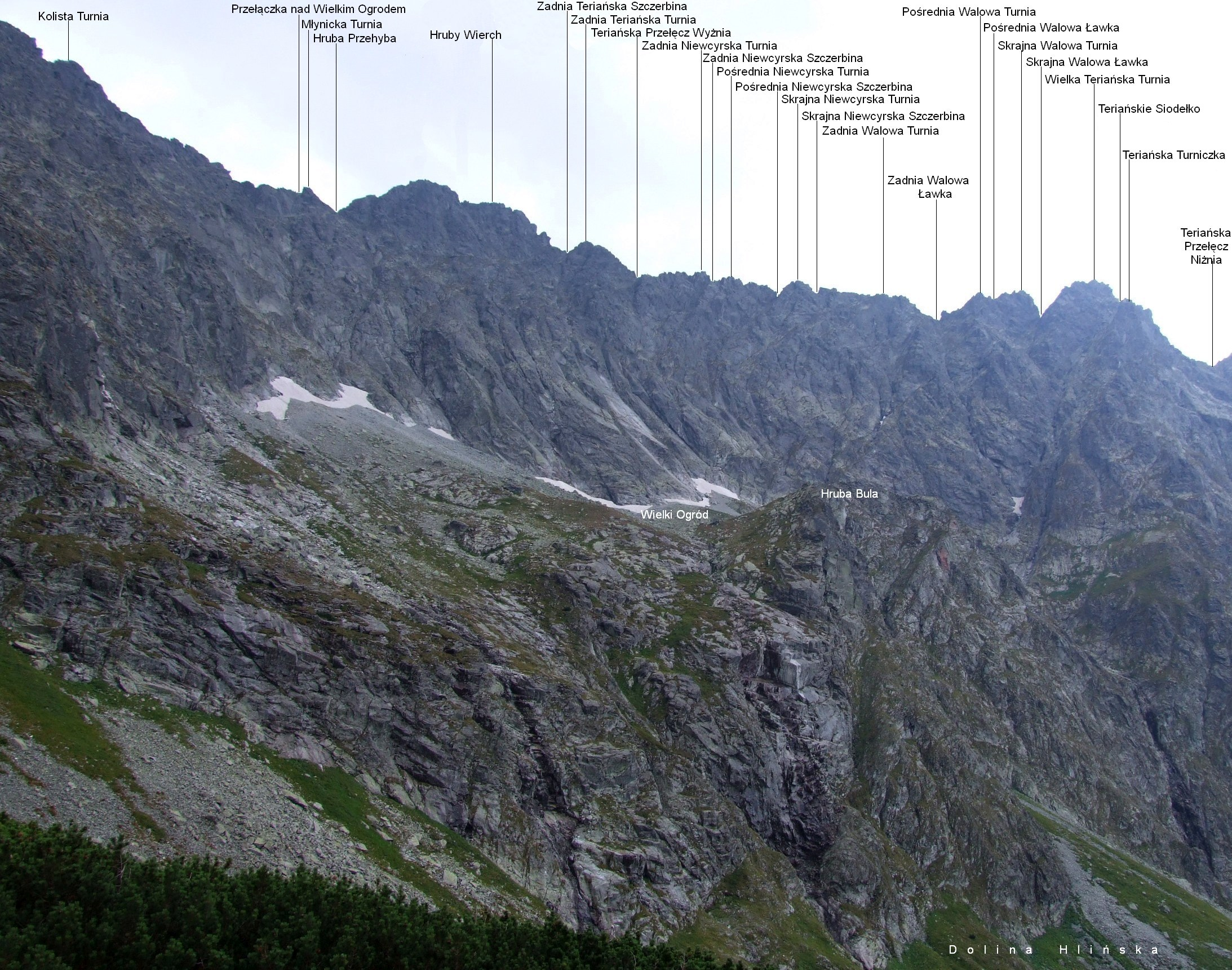
Widok z Doliny Hlińskiej